# Процес Синявски – Даниел
Процесът Синявски – Даниел (на руски: Проце́сс Синя́вского и Даниэ́ля) е знаменателен показен съдебен процес в Съветския съюз срещу писателите Андрей Синявски и Юлий Даниел през февруари 1966 г.
Синявски и Даниел са осъдени в московски съд за престъплението „антисъветска агитация и пропаганда“ поради това, че са публикували в чужбина под псевдонимите Абрам Терц и Николай Аржак сатирични писания за съветския живот. Процесът Синявски – Даниел е първият съветски показен процес, при който писателите са осъдени открито единствено поради литературната си дейност, предизвиквайки протести от страна на много съветски интелектуалци и други общественици извън Съветския съюз. Процесът Синявски – Даниел е причина за провеждане на Митинга на гласността, първата спонтанна публична политическа демонстрация в Съветския съюз след Втората световна война. Синявски и Даниел не се признават за виновни, необичайно за политическо обвинение в Съветския съюз, но са осъдени съответно на седем и пет години в трудови лагери.
Делото Синявски – Даниел е широко възприето като отбелязващо края на либералния период на размразяване при Хрушчов и подема на политическите репресии в Съветския съюз при твърдолинейното управление на Леонид Брежнев. То се счита за основен стартов импулс за съветското дисидентско движение. 

## Обвинението
Синявски е арестуван на 8 септември 1965 г. От обвинителния акт по углавно дело № 291 от 27 януари 1966 г. става ясно, че КГБ е успяла да разкрие, че старши научният сътрудник от Института по световна литература „Максим Горки“ към АН на СССР издава на Запад свои произведения под псевдонима Абрам Терц, а под псевдонима Николай Аржак се крие неговият „съучастник по престъпна дейност“ Юлий Даниел. Срещу двамата е възбудено дело през септември 1965 г., завършено на 15 януари 1966 г.: те са привлечени като обвиняеми заради „враждебната си позиция към отделни въпроси от политиката на КПСС и съветското правителство“ и заради публикуването на Запад („тамиздат“) на „антисъветски, клеветнически произведения, опорочаващи съветския държавен и обществен строй“.